# Liste des édifices labellisés « Architecture contemporaine remarquable » des Pyrénées-Orientales
Cet article recense les édifices labellisés « Architecture contemporaine remarquable » des Pyrénées-Orientales, en France.
Le label « Architecture contemporaine remarquable » remplace depuis 2016 l'ancien label « Patrimoine du XXe siècle ». Il ne prend en compte que des édifices de moins de 100 ans à la date de labellisation, et qui ne sont pas protégés comme monuments historiques.
Au début 2024, les Pyrénées-Orientales comptent 20 édifices ainsi labellisés.

## Liste
| Monument | Commune     | Adresse                                                | Coordonnées                      | Notice     | Date | Illustration |
| --- | ----------- | ------------------------------------------------------ | -------------------------------- | ---------- | ---- | --- |
| Station balnéaire de Port Barcarès (VVF Portes du Roussillon, Lydia, allée des Arts, immeuble Estany, immeuble Miramars) | Le Barcarès |                                                        | 42° 47′ 39″ nord, 3° 02′ 17″ est | ACR0001191 | 2010 | Station balnéaire de Port Barcarès(VVF Portes du Roussillon, Lydia, allée des Arts, immeuble Estany, immeuble Miramars) |
| Groupe scolaire Jean-Jaurès                                                                                              | Cerbère     | 6 avenue Maréchal-Joffre                               | 42° 26′ 28″ nord, 3° 09′ 56″ est | ACR0001756 | 2023 | Image manquante Téléverser                                                                                              |
| École élémentaire Joseph-Neo                                                                                             | Elne        | Place Alain-Savary                                     | 42° 35′ 59″ nord, 2° 58′ 03″ est | ACR0001757 | 2023 | Image manquante Téléverser                                                                                              |
| Groupe scolaire Jordi-Barre et crèche                                                                                    | Perpignan   | Rue des Remparts-Saint-Mathieu 1 rue Jean-de-Gazanyola | 42° 41′ 45″ nord, 2° 53′ 38″ est | ACR0001759 | 2023 | Image manquante Téléverser                                                                                              |
| Groupe scolaire Léon-Blum                                                                                                | Perpignan   | 21 avenue du Docteur-Schweitzer                        | 42° 43′ 16″ nord, 2° 53′ 03″ est | ACR0001760 | 2023 | Image manquante Téléverser                                                                                              |
| Groupe scolaire Ludovic-Massé                                                                                            | Perpignan   | Rue Pierre-Bretonneau                                  | 42° 39′ 56″ nord, 2° 53′ 15″ est | ACR0001758 | 2023 | Image manquante Téléverser                                                                                              |
| Immeuble | Perpignan   | 10 rue de la Barre                                     | 42° 41′ 58″ nord, 2° 53′ 39″ est | ACR0001193 | 2014 | Image manquante Téléverser                                                                                              |
| Immeuble de la DDE | Perpignan   | 2 rue Jean-Richepin                                    | 42° 42′ 21″ nord, 2° 53′ 30″ est | ACR0001195 | 2014 | Image manquante Téléverser                                                                                              |
| Immeuble Monoprix | Perpignan   | 7 rue de la Barre                                      | 42° 41′ 57″ nord, 2° 53′ 42″ est | ACR0001194 | 2014 | Image manquante Téléverser                                                                                              |
| Maison | Perpignan   | 14 rue du Jardin-d'Enfants                             | 42° 42′ 05″ nord, 2° 54′ 14″ est | ACR0001196 | 2014 | Image manquante Téléverser                                                                                              |
| Maison Bressac | Perpignan   | 37-38 cours François-Palmarole                         | 42° 42′ 14″ nord, 2° 53′ 59″ est | ACR0001197 | 2014 | Image manquante Téléverser                                                                                              |
| Maison Maury | Perpignan   | 1 rue Antoine-de-Condorcet Rue Pascal-Marie-Agasse     | 42° 41′ 45″ nord, 2° 52′ 34″ est | ACR0001198 | 2014 | Image manquante Téléverser                                                                                              |
| Maison Rouge (atelier de Louis Bausil)                                                                                   | Perpignan   | 41 rue François-Rabelais                               | 42° 42′ 03″ nord, 2° 54′ 02″ est | ACR0001192 | 2014 | Image manquante Téléverser                                                                                              |
| Quartier de la Gare | Perpignan   | Quai Nobel                                             | 42° 41′ 47″ nord, 2° 53′ 09″ est | ACR0001199 | 2014 | Quartier de la Gare |
| Quartier du Moulin-à-Vent                                                                                                | Perpignan   | Rambla d'Occitanie                                     | 42° 40′ 56″ nord, 2° 54′ 31″ est | ACR0001202 | 2014 | Quartier du Moulin-à-Vent                                                                                               |
| Quartier des Remparts Nord                                                                                               | Perpignan   |                                                        | 42° 42′ 07″ nord, 2° 53′ 53″ est | ACR0001200 | 2014 | Image manquante Téléverser                                                                                              |
| Quartier des Remparts Sud                                                                                                | Perpignan   |                                                        | 42° 41′ 42″ nord, 2° 53′ 49″ est | ACR0001201 | 2014 | Image manquante Téléverser                                                                                              |
| Secteur place Cassanyes - boulevard Anatole-France                                                                       | Perpignan   | Place Cassanyes Boulevard Anatole-France               | 42° 41′ 51″ nord, 2° 54′ 11″ est | ACR0001203 | 2014 | Image manquante Téléverser                                                                                              |
| Villa Espel | Perpignan   | 1 avenue de la Côte-Vermeille                          | 42° 41′ 23″ nord, 2° 54′ 23″ est | ACR0001204 | 2014 | Image manquante Téléverser                                                                                              |
| Ancienne cave vinicole Byrrh                                                                                             | Rivesaltes  |                                                        | 42° 38′ 06″ nord, 2° 45′ 25″ est | ACR0001205 | 2013 | Image manquante Téléverser                                                                                              |